# Malleola palustris
Malleola palustris är en orkidéart som först beskrevs av Johannes Jacobus Smith, och fick sitt nu gällande namn av Johannes Jacobus Smith och Schltr.. Malleola palustris ingår i släktet Malleola och familjen orkidéer. Inga underarter finns listade i Catalogue of Life.